# Multiplikator (Bildung)
Als Multiplikatoren im Bildungsbereich gelten Personen, Einrichtungen, Publikationsorgane und Medien, die Fachinformationen, Fachwissen, Fachkönnen, Forschungsergebnisse und Lehrmeinungen an andere weitergeben und damit zu ihrer Verbreitung beitragen.

## Begriff
Der in Didaktik und Methodik gebräuchliche Begriff „Multiplikator“ leitet sich ab von lateinisch multiplicare (= ‚vervielfachen‘). Er stammt ursprünglich aus der Arithmetik und hat als Fachausdruck der Unterrichtslehre im Bildungssektor die Bedeutung, „einen Wissensbereich weitertragen, vervielfältigen“ und damit einem breiteren Personenkreis zugänglich machen. Adressaten können ein spezielles Fachpublikum oder, in vereinfachten Vermittlungsformen, auch eine interessierte Öffentlichkeit sein. Multiplikatoren sind in erster Linie Menschen, die sich der ihnen bedeutsam oder interessant erscheinenden Materie annehmen, die sie für eine Weitergabe an andere für würdig erachten. Multiplikatoren können aber auch Einrichtungen sein, denen der Auftrag einer Multiplikatorentätigkeit oder Multiplikatorenausbildung übertragen wurde, z. B. Fort- und Weiterbildungsinstitute. Zu den Multiplikatoren im Bildungssektor zählen schließlich auch Medien, deren Geschäft es ist, bildungsrelevante Informationen öffentlich zu machen und einer breiteren Diskussion zur Verfügung zu stellen, beispielsweise Fachzeitschriften oder Fachbücher.

## Personelle Multiplikatoren

Der Lehrer als Multiplikator im Mittelalter (15. Jahrh.)

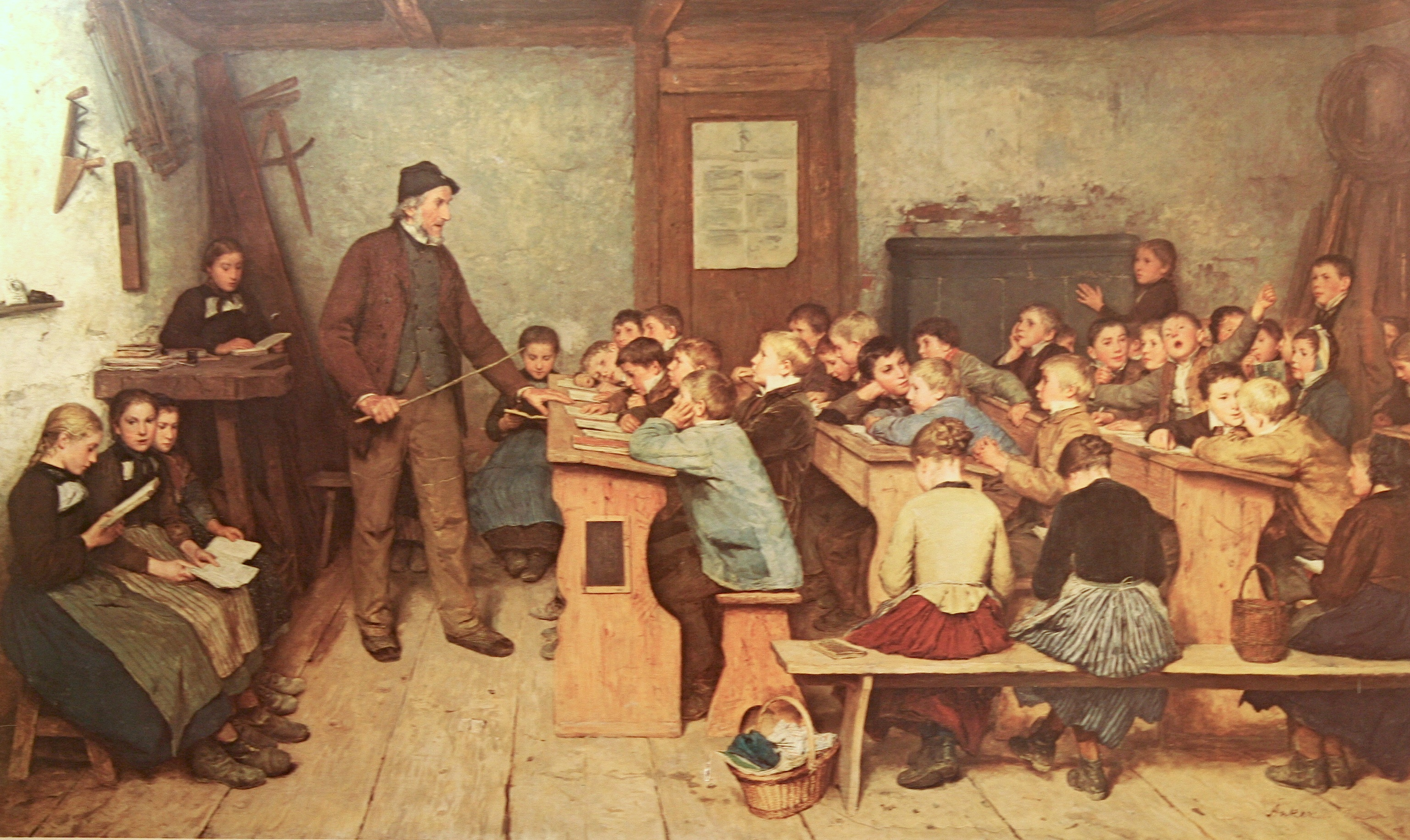
Der Lehrer als Multiplikator (1848)

Der historisch älteste und bis heute immer noch weitestgehend unverzichtbare Faktor im Verbreitungsprozess von Gedankengut ist der Mensch. Die persönliche Begegnung im Schulunterricht, in der Lehrwerkstatt oder bei universitären Vorträgen und Lehrgängen schafft die Möglichkeit eines vertiefenden kritischen Dialogs. Die interpretierende Darstellung durch einen Sachverständigen hilft bei Verständnisfragen, unterstützt bei der Aufarbeitung von Lehrmaterialien. Personelle Multiplikatoren haben eine zentrale Rolle im Bildungs-, Fort- und Weiterbildungsbereich jedweder Art.
Als Bildner und Weiterbildner finden sich vor allem Lehrer in allen Berufen in einer klassischen Multiplikatorenrolle. Sie erwerben ein spezielles Wissen und Können, transformieren es gegebenenfalls klientengerecht und vermitteln es weiter an ihre Schüler. Als Multiplikatoren fungieren entsprechend Hochschullehrer und Hochschulen mit ihren Vorlesungen, Seminaren, Vorträgen und Kursen, Lehrer und Schulen mit ihrem Pflicht- und Wahlunterricht für die heranwachsende Generation, Meister in ihren Handwerksbetrieben und Firmen oder Dozenten und Volkshochschulen mit ihren Weiterbildungsangeboten für die erwachsene Bevölkerung.
Auf dem Gebiet der Verkehrserziehung wurden bereits in den 1970er Jahren in Baden-Württemberg unter der Ägide des Kultusministers Gerhard Mayer-Vorfelder „Verkehrsreferenten“ im Ministerium und in den Schulämtern, „Senatsbeauftragte für Verkehrserziehung“ an den Hochschulen und „Verkehrsbeauftragte“ an den Schulen berufen und in einer Multiplikatorenfunktion eingesetzt. Ihnen kommt die Ausbildung weiterer Multiplikatoren auf der jeweils unter ihnen angesiedelten Ebene zu. Charakteristisch für das Karlsruher Didaktikmodell ist die Beteiligung älterer Schüler der Abschlussklassen und interessierter Eltern als Multiplikatoren im Rahmen der Ausbildung zum Fußgängerdiplom und beim Verkehrskasperspiel. Nach einer entsprechenden Qualifizierung wird ihnen die Verantwortung als sogenannter "Schutzengel" für ein bestimmtes Kind oder eine Kleingruppe von Kindern bis zur Fußgängerreife mit dem Erwerb des Fußgängerdiploms übertragen.

## Institutionelle Multiplikatoren
Institutionen können einen speziellen Bildungsauftrag erhalten und dazu einen operativen und organisatorischen Rahmen schaffen, in dem Multiplikatorenausbildung als eine Hauptaufgabe praktiziert, gebündelt und forciert wird. Als solche Einrichtungen sind beispielsweise handwerkliche Ausbildungsbetriebe, Hochschulen, Bibliotheken, Fort- und Weiterbildungseinrichtungen oder Volkshochschulen konzipiert. Sie haben einen institutionellen Auftrag, Wissen und Können weiterzutragen und zu multiplizieren. So sind etwa Handwerksbetriebe auf die Förderung des handwerklichen, Hochschulen auf die Generierung des akademischen Wissens und Könnens, Volkshochschulen auf die Erweiterung des allgemeinen Bildungsniveaus ausgerichtet.
Im Rahmen der Einführung in den neuen „Bildungs- und Erziehungsplan 2017“ haben z. B. das „Hessische Ministerium für Soziales und Integration“ (HMSI) und das „Hessische Kultusministerium“ das „Staatsinstitut für Frühpädagogik“ (IFP) damit beauftragt, die institutionellen Fortbildungen neu zu konzipieren, um als Multiplikator geeignete Multiplikatorinnen und Multiplikatoren für das neue Konzept auszubilden:

„Ein zentraler Baustein zur Implementierung des Bildungs- und Erziehungsplans ist die Fortbildung aller Fach- und Lehrkräfte. Ziel ist es, diese umfassend mit den Inhalten des Plans vertraut zu machen und die Kompetenzen vor Ort zu stärken. Um das zu realisieren, wurde ein Programm entwickelt, welches zunächst die Qualifizierung eines Stamms von Multiplikatorinnen und Multiplikatoren vorgesehen hat.“

Auch für die Ganztagsschulen wurden Curricula mit einem Qualifizierungsangebot zur berufsbegleitenden Weiterbildung zum „Multiplikator für Bildung für nachhaltige Entwicklung an Ganztagsschulen“ erstellt, um Lehrerbildner für diesen Schultypus einsetzen zu können.

## Mediale Multiplikatoren

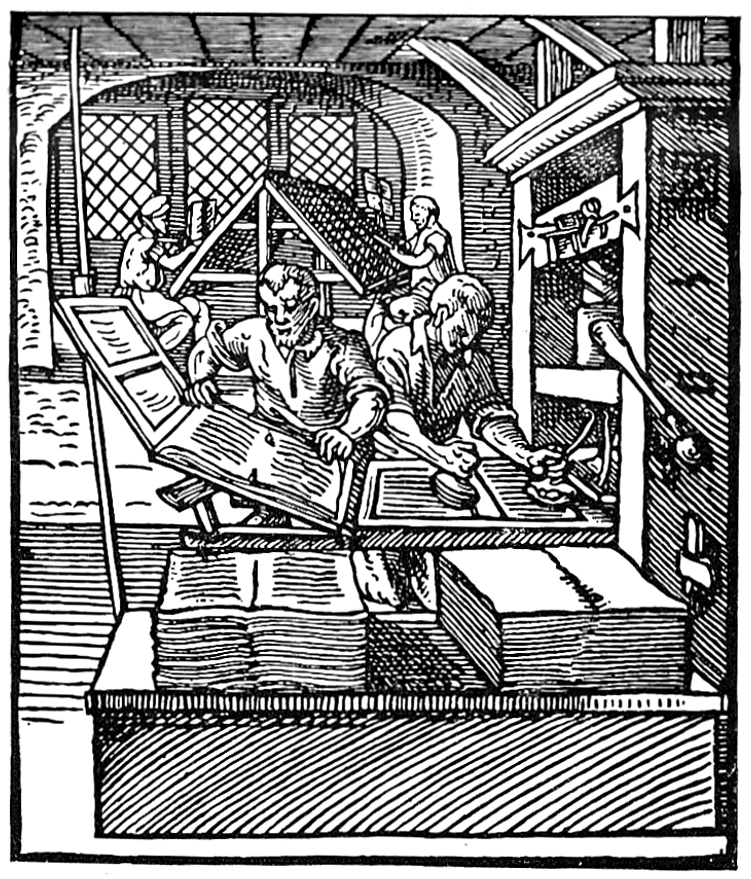
Der Multiplikator Buchdruck (16. Jahrh.)

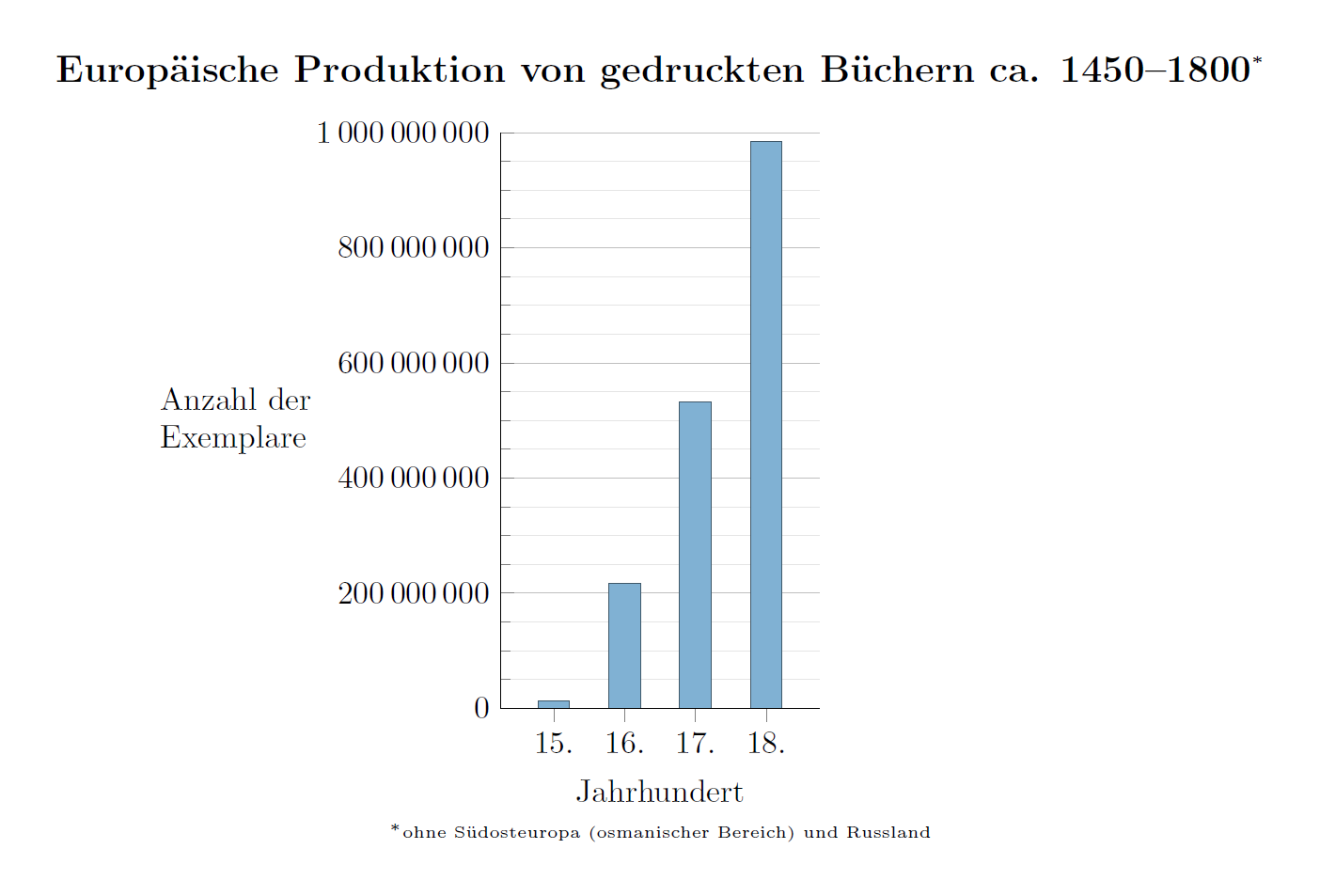
Der Anstieg der Buchproduktion von 1450 bis 1800

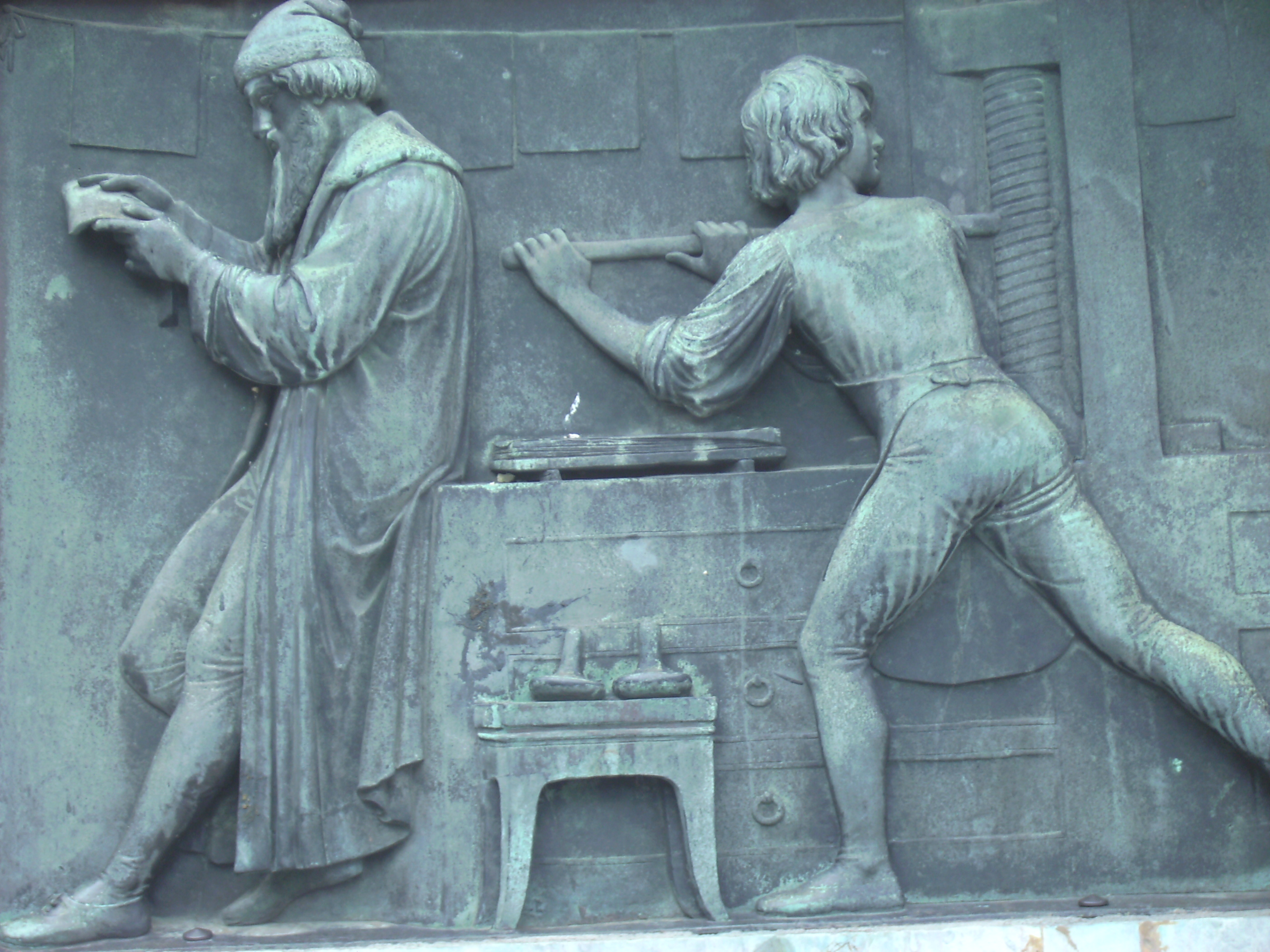
Relief Druckerwerkstatt am Gutenberg-Denkmal (Mainz)

Zu den bekanntesten medialen Multiplikatoren zählen heute die Massenpublikationsorgane Presse, Rundfunk, Fernsehen und Internet, mit denen über ein größeres Fachpublikum hinaus auch die allgemeine Öffentlichkeit erreicht werden kann. Das Fachpublikum informiert sich nach wie vor weniger über journalistische als über sachkompetente Multiplikationsorgane, wie einschlägige Fachzeitschriften und Fachbücher. Bis zur Erfindung der Buchdruckerkunst um das Jahr 1440 durch Johannes Gutenberg mussten die interessierenden Werke aus Literatur und Wissenschaft noch handwerklich mühsam und zeitaufwändig in Abschriften hergestellt werden und waren bis dahin entsprechend nur in wenigen Exemplaren einem engen Bildungszirkel zugänglich. Das handschriftliche Vervielfältigen von Dokumenten und Büchern (Manuskripten) war, soweit man es nicht selbst bewerkstelligen konnte, zudem ein Monopol weniger Spezialisten, in Europa insbesondere der gebildeten Mönche und Nonnen, die in den Skriptorien der Klöster diese Arbeit leisteten. Der Multiplikator Buchdruck, der sich von Mainz aus bereits im 15. Jahrhundert in rasender Eile über ganz Europa verbreitete, gewann mit der Massenvervielfältigung der Bibel und anderer geistlicher und weltlicher Werke einen entscheidenden Einfluss auf die rasante Verbreitung der Thesen von Martin Luther oder Erasmus von Rotterdam und damit des reformatorischen Gedankenguts.

### Funktion in der Forschung
Neue Forschungsergebnisse bedürfen der Kenntnisnahme der Fachkollegen und des wissenschaftlichen Diskurses. Wissenschaftler an Hochschulen sind daher verpflichtet, ihre Erkenntnisse öffentlich zu machen. Dazu bedarf es geeigneter Multiplikationsmöglichkeiten. Bereits der erste Einstieg in den Wissenschaftsbereich, die Dissertation, obliegt dem Publikationszwang. Über Publikationsorgane wie Tagungsberichte, Kongressberichte, Forschungsberichte gelangen wissenschaftliche Ergebnisse, auch in Übersetzungen, schnell an die Fachexperten in aller Welt und ermöglichen auf diese Weise einen gegenseitigen Austausch, können analysiert, überprüft und weiterentwickelt werden. In Fachzeitschriften und in Buchform sind sie jedem Interessenten zugänglich. Der Buchdruck ermöglichte zudem die exakte Reproduktion von Wissen in einem zuvor nie gekannten Ausmaß, Abschreibfehler wurden vermeidbar, das Wissen bekam Struktur, der Autor Bedeutung.

### Funktion in Ausbildung und Erziehung

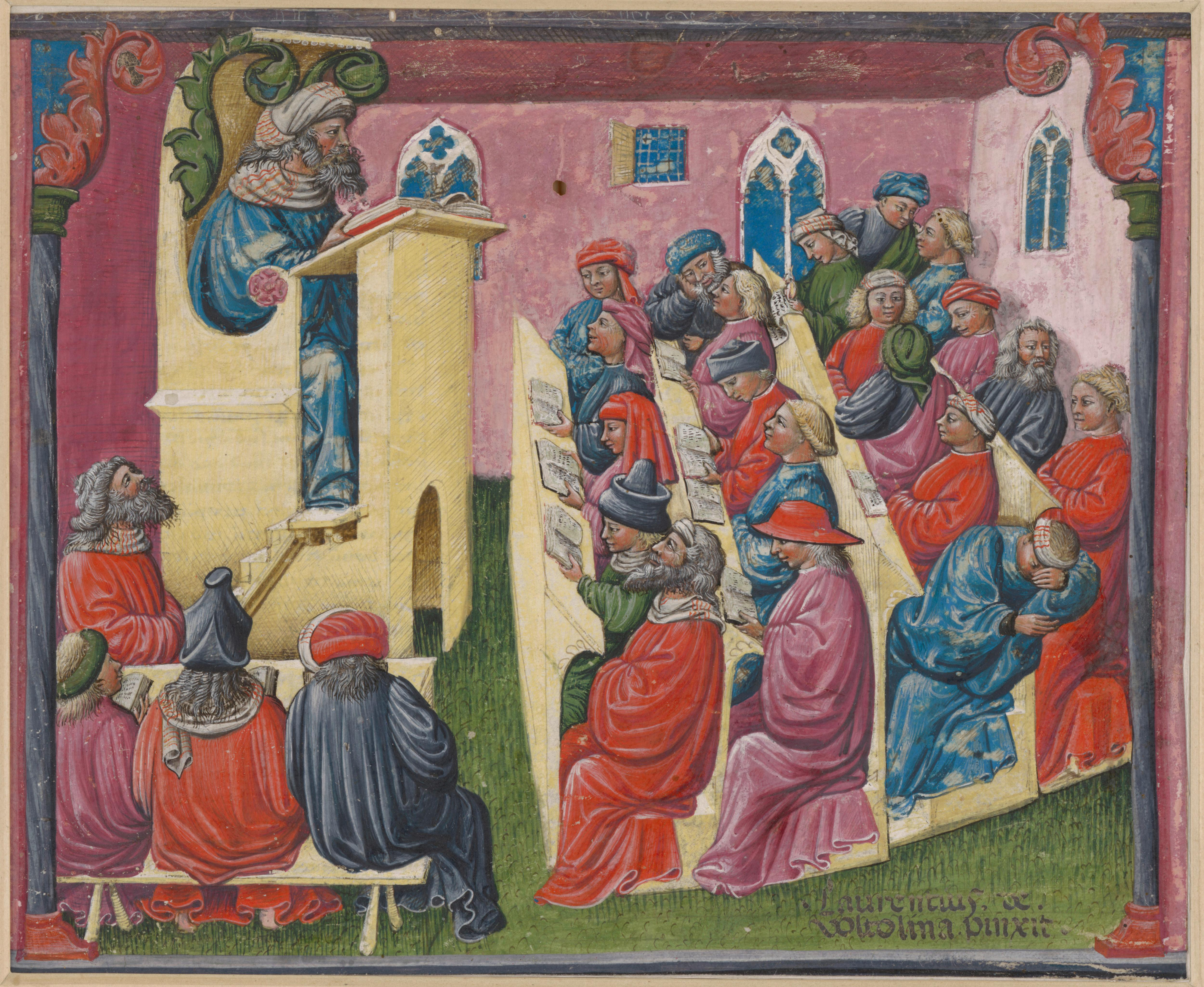
Kurs an einer mittelalterlichen Universität im 14. Jahrhundert

War Bildung bis zur Einführung der Buchdruckerkunst und der Vervielfältigungsmöglichkeit über das Schrifttum weitestgehend ein aristokratisches Privileg, nur wenigen über wenige Lehrpersonen zugänglich, so änderte sich die Entwicklung mit dem Einsatz von Gutenbergs Kunst als Multiplikator von Wissen schnell zu einer Volksbildung. Die Catholic Encyclopedia, eine in englischer Sprache verfasste, im Jahr 1913 erstmals veröffentlichte Katholische Enzyklopädie, schreibt der Erfindung der neuen Multiplikationsmöglichkeit als „ein unentbehrlicher Faktor für die Erziehung des Menschen“ einen „beispiellosen Einfluss“ auf die Entwicklung der christlichen Kultur zu.
Im Lehrbetrieb haben die medialen Multiplikatoren die didaktischen Möglichkeiten beträchtlich erweitert und bereichert: Das Mehrdimensionale Lernen kann beispielsweise die unterschiedlichen Begabungsrichtungen besser berücksichtigen und auf zahlreiche methodische Varianten zurückgreifen. Das Entdeckende Lernen erhält zusätzliche Räume für ein lehrerunabhängiges Erarbeiten des Lernstoffs.

### Funktion in der Gesellschaft
Die Multiplikatoren im Bildungsbereich schaffen in ihrer Gesamtheit die Grundlagen für die heutige Wissensgesellschaft. Sie tragen entscheidend bei zur Entfaltung der Wissenschaften. Sie legen das Fundament für das allgemeine Bedürfnis und die Möglichkeit einer zeitgemäßen Bildung und Erziehung für alle Bevölkerungsschichten. Es kommt ihnen ein entscheidender Anteil zu bei der Möglichkeit einer ideologie- und obrigkeitsunabhängigen freien Meinungsbildung. Die Druckerzeugnisse ermöglichten erstmals die massenhafte Verbreitung von Wissen, Nachrichten und Meinungen frei von Kontrolle durch Kirche und Obrigkeit, was langfristig große gesellschaftliche Umwälzungen beförderte. So waren sie eine der Triebkräfte für die Epoche der Renaissance sowie für das Zeitalter der Aufklärung und spielten eine wichtige Rolle beim gesellschaftlichen Aufstieg des Bürgertums.

## Vermittlungsprobleme
Gelingt in den professionellen Erziehungsbereichen dank einer zusätzlichen didaktischen Ausbildung in aller Regel eine klienteladäquate Vermittlung auch anspruchsvollen akademischen Wissens und technischen Könnens an die jeweiligen Adressaten unterschiedlichen Alters und unterschiedlicher Bildungsvoraussetzungen, so tun sich manche Berufe noch schwer mit einer Qualifizierung ihrer Standesgenossen als Multiplikatoren angelernten Wissens und Könnens: Hier stehen z. B. Ärzte immer wieder in der Kritik, nicht in der Lage zu sein, ihren Patienten angemessen, in verständlicher Medizinersprache, Informationen über ihr Krankheitsbild und die erforderlichen Gesundheitsmaßnahmen zu vermitteln. Als negative Folgen der mangelnden Kommunikationsfähigkeit und Überzeugungskraft vieler Ärzte werden eine unzureichende Therapietreue und die Tatsache gesehen, dass inzwischen das Internet für viele Patienten das wichtigere Informationsportal bei Gesundheits- und Krankheitsfragen geworden ist als die Konsultation eines Arztes. Daraus resultiert die Erkenntnis, dass es einer speziellen Ausbildung einschließlich des Lernens einer angemessenen Sprachgebung bedarf, um als Multiplikator eines Wissens und Könnens qualifiziert zu sein und diesbezüglich beruflich Erfolg zu haben.